# Teresa Łaska-Mierzejewska

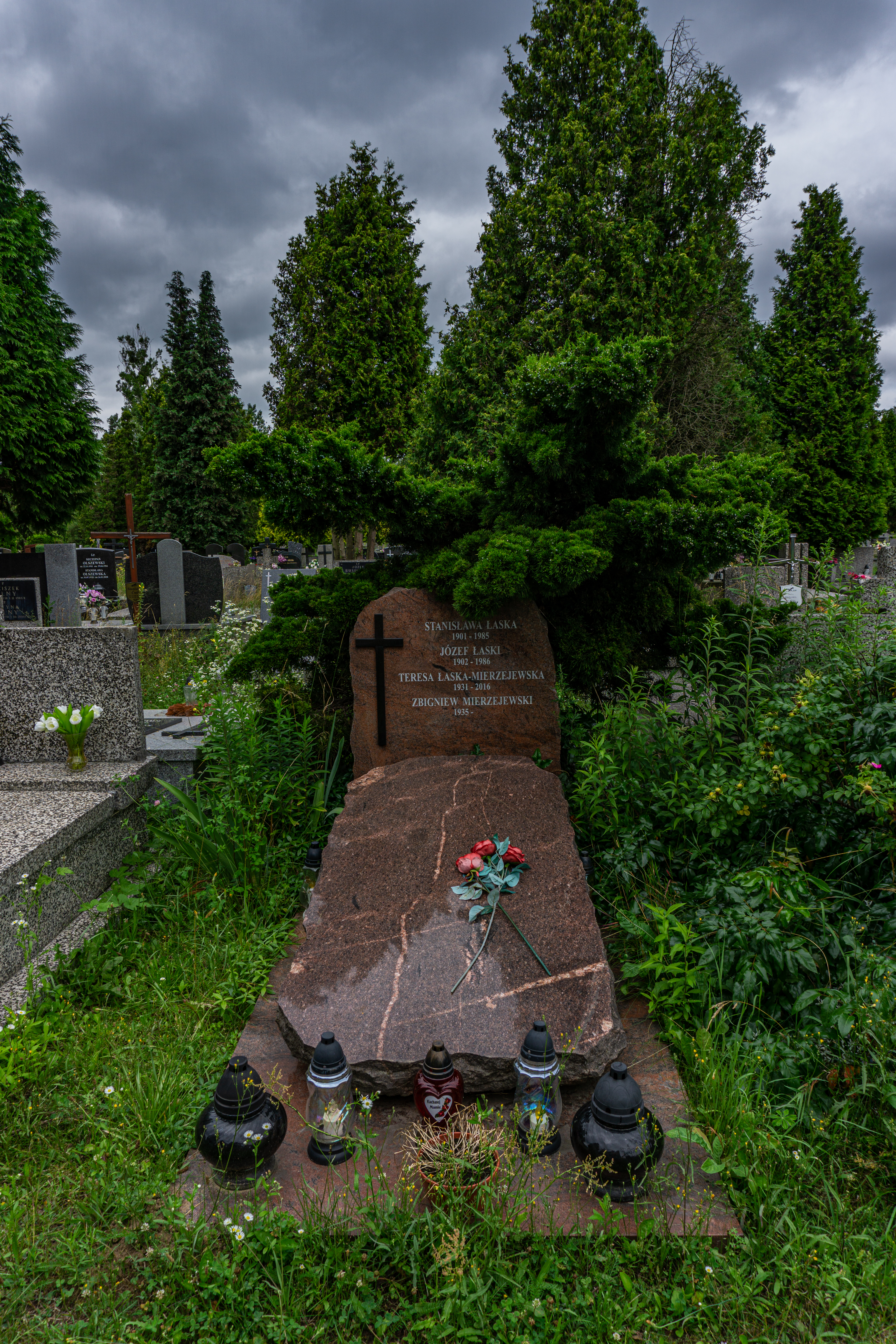
Grób Teresy Łaski-Mierzejewskiej na cmentarzu Komunalnym Północnym w Warszawie

Teresa Łaska-Mierzejewska (ur. 19 lutego 1931 w Łodzi, zm. 2 października 2016) – polska antropolog, prof. dr hab.

## Życiorys
Była absolwentką studiów magisterskich z zakresu biologii na Uniwersytecie Wrocławskim z 1957, zaś od 1958 związana była z Zakładem Antropologii Katedry Biologii i Medycyny Wydziału Wychowania Fizycznego Akademii Wychowania Fizycznego im. gen. broni Karola Świerczewskiego (obecnie Akademia Wychowania Fizycznego Józefa Piłsudskiego w Warszawie). W 1966 uzyskała stopień doktora nauk przyrodniczych, w 1982 stopień doktora habilitowanego, zaś w 1992 tytuł profesora nauk biologicznych. Była wieloletnim prezesem, a następnie członkiem honorowym Polskiego Towarzystwa Antropologicznego.

## Wybrane odznaczenia
- Krzyż Kawalerski Orderu Odrodzenia Polski[2] (1989),
- Złoty Krzyż Zasługi[2],
- Medal Komisji Edukacji Narodowej[2].

## Wybrana bibliografia autorska
- Antropologia w sporcie i wychowaniu fizycznym (Centralny Ośrodek Sportu, Warszawa, 1999; ISBN 83-86504-53-6)
- Dymorfizm płciowy człowieka odmiany białej i czarnej na Kubie (Wydawnictwa AWF, Warszawa, 1982; ISBN)
- Zeszyt do ćwiczeń z antropologii (Wyższa Szkoła Edukacja w Sporcie. Wydawnictwo, Warszawa, 2012; ISBN 978-83-928292-5-6)